# Avital Selinger
Avital Haim Selinger (ur. 10 marca 1959 w Hajfie) – siatkarz, reprezentant Izraela, a także Holandii, w barwach której występował w latach 1985–1992. Obecnie jest trenerem siatkarskim. W 1992 roku zdobył srebrny medal na Igrzyskach Olimpijskich w Barcelonie w 1992 r. 6 października 2011 został zwolniony ze stanowiska trenera żeńskiej reprezentacji Holandii ze względu na słaby wynik na Mistrzostwach Europy 2011 odbywających się we Włoszech oraz Serbii, jego tymczasowym następcą został Bert Goedkoop.
Od sezonu 2023/24 prowadzi kobiecą sekcję Victorina Himeji, a wcześniej 2021-2022 był trenerem żeńskiej reprezentacji Holandii. 

## Życiorys
Jego rodzina pochodzi z Polski. Ojciec, Arie Selinger, trener reprezentacji Holandii, urodził się jako Leon Selinger w Krakowie, podobnie jak jego ojciec, a jego matka, babcia Avitala, urodziła się w Sosnowcu. Z kolei rodzina ze strony matki pochodzi ze Lwowa, skąd wyemigrowała przed II wojną światową.

## Sukcesy

### jako zawodnik
- ; wicemistrzostwo olimpijskie w 1992 r. w Barcelonie
- ; brązowy medal mistrzostw Europy w 1989 r. w Szwecji i w 1991 r. w Niemczech

### jako trener
- ; zwycięstwo w Grand Prix w 2007 r.
- ; wicemistrzostwo Europy w 2009 r. w Polsce